# SISTEMA
SISTEMA (Sicherheit von Steuerungen an Maschinen) ist eine Freeware-Software zur Bewertung der Ausfallwahrscheinlichkeit von Maschinensteuerungen nach ISO 13849-1 und gilt als De-facto-Standard. Die Software wird vom Institut für Arbeitsschutz der Deutschen Gesetzlichen Unfallversicherung kostenlos für private, gewerbliche, und für Lehrzwecke zur Verfügung gestellt.

## Hintergrund
Nachdem die Richtlinie 98/37/EG spätestens nach dem 28. Dezember 2009 durch Richtlinie 2006/42/EG (Maschinenrichtlinie) abgelöst wurde, wurden in dem Zuge viele internationale Normen harmonisiert. Nach Harmonisierung der EN ISO 13849 als Nachfolge für die alte EN 954-1 wurde statt der Kategorien aus EN 954-1 die Einhaltung der sogenannten Performance Level verbindlich, wozu im Gegensatz zur Vorgängernorm statt einem rein deterministischen Ansatz auch die Einbeziehung probabilistischer Kenngrößen wichtig wurde. Mit dem Ablauf der Übergangsfrist Ende 2011 erlosch die Vermutungswirkung von EN 954-1.
SISTEMA gibt die Möglichkeit, sicherheitsbezogene Teile von Steuerungen (Safety related Part of a Control System SRP/CS) zu verifizieren. Dabei besteht zum einen die Möglichkeit, Herstellerdaten in einem SISTEMA-eigenen Format (.slb) zu importieren, zum anderen ist es seit Version 2 auch möglich, mit den universellen Kennwert-Bibliotheken im Format VDMA 66413 zu arbeiten, welches vom IFA mitentwickelt wurde.
Außerhalb Deutschlands wurde SISTEMA ebenfalls relativ schnell verbreitet. Ab Version 1.0.4 ist eine Nutzung auf Englisch möglich. In Version 1.1.2 folgte die Übersetzung ins Französische durch das Centre technique des industries mécaniques (CETIM). Mittlerweile sind in SISTEMA neben Deutsch, Englisch und Französisch auch Spanisch, Italienisch, Finnisch und Japanisch verfügbar.

## Bibliotheken
Vor der Veröffentlichung des VDMA Einheitsblattes 66413 im Juli 2012 hatte das herstellerunabhängige Bibliotheksformat von SISTEMA die höchste Akzeptanz in der Branche. Die wenigen Tools einiger Hersteller wie Pilz, Siemens und Rockwell Automation gaben erst nach Etablierung des VDMA XML Austauschformates die Möglichkeit, Kennwerte von Drittanbietern zu integrieren.
Für SISTEMA waren dagegen schon früh Bibliotheken von Herstellern wie ABB, Banner, Bosch Rexroth, B&R Industrial Automation, Danfoss, DOLD, Eaton, Emerson Electric Company Epson, Euchner, ifm, Fortress Safety, Getriebebau Nord, Klaschka, Kollmorgen, Kuka, Lenze, Mitsubishi Electric, Motrona, Nidec, Omron, Panasonic, Pepperl+Fuchs, Pfannenberg, Pizzato, Rockwell Automation, Schmersal, Schneider Electric, SEW, Sick, Sigmatek, SMC, Wenglor, Wieland Electric und Zander Aachen verfügbar. Einige Hersteller setzen zum Teil auch auf beide Formate.

## Schnittstellen
Einige Programme wie Safexpert oder Docufy Machine Safety enthalten Schnittstellen, um Sicherheitsfunktionen aus der dort erstellten Risikobeurteilung direkt zu SISTEMA zu übertragen.
Die CAE-Software EPLAN enthält ebenfalls eine Schnittstelle zu SISTEMA, mit der sich die Sicherheitskennwerte der relevanten Bauteile aus dem Stromlaufplan in ein SISTEMA Projekt exportieren lassen.

## Versionen
| Version                              | Erscheinungsdatum | Anmerkung |
| ------------------------------------ | ----------------- | --- |
| 1.?                                  | 18. Januar 2008   | |
| 1.0.3                                | 5. März 2008      | Kompatibel mit Windows Vista                                                                                   |
| 1.0.4                                | 16. Juli 2008     | Englischsprachige Bedienung und Installation möglich                                                           |
| 1.0.5                                | 14. Oktober 2008  | |
| 1.1.0                                | 3. September 2009 | |
| 1.1.1                                | 27. Oktober 2009  | |
| 1.1.2                                | 22. März 2010     | Französischsprachige Bedienung und Installation möglich                                                        |
| 1.1.3                                | 12. November 2010 | Einführung netzwerkfähiger Bibliotheken. Version wurde zurückgezogen                                           |
| 1.1.4                                | 31. Januar 2011   | |
| 1.1.5                                | 15. März 2013     | |
| 1.1.6                                | 5. Juli 2013      | |
| 1.1.7                                | 27. März 2015     | Version wurde zurückgezogen                                                                                    |
| 1.1.8 Build 2                        | 17. Juni 2015     | |
| 1.1.8 Build 3                        | ?                 | |
| 1.1.9 Build 1                        | 21. Juli 2015     | |
| 1.1.9 Build 2                        | 26. August 2015   | |
| 2.0.3 Beta                           | 24. Mai 2016      | Unterstützung des Einheitsblattes VDMA 66413; Aktualisierung auf EN ISO 13849-1:2015                           |
| 2.0.4 Beta                           | ?                 | |
| 2.0.5 Beta                           | 31. August 2016   | |
| 2.0.5 Build 2 Beta                   | ?                 | |
| 2.0.6                                | 10. Oktober 2016  | Freigegebene Veröffentlichung der Version 2                                                                    |
| 2.0.7 Build 2                        | 3. Februar 2017   | |
| 2.0.8                                | ?                 | |
| 2.0.8 Build 2                        | 8. November 2018  | |
| 2.0.8 Build 3                        | 17. Januar 2019   | |
| 2.0.8 Build 4                        | 6. Februar 2020   | |
| 2.1.0 Build 5                        | 5. Dezember 2023  | |
| 2.1.0 Build 6                        | ?                 | |
| 2.1.1 Build 1                        | ?                 | |
| 2.1.1 Build 2                        | 26. April 2024    | |
| 3.0.1 Build 1                        | 4. April 2025     | Freigegebene Veröffentlichung der Version 3, Aktualisierung auf EN ISO 13849-1:2023, Update auf Firebird 5.0.2 |
| 3.0.2 Build 1                        | 16. April 2025    | |
| Legende:Alte VersionAktuelle Version |                   | |

## Verwendete Software
- ZeosLib Version 8.0.0
- tiOPF Version 3
- Firebird Version 5.0.2
- Inno Setup Version 6.2.2
- Virtual Treeview Version 6.7
- Drag and Drop Component Suite 5.86
- OpenSSL-Bibliotheksdateien 1.0.2u
- Farm-Fresh Web Icons Version 3.9.2

## Systemanforderungen
- Betriebssystem:  Microsoft Windows 7, Windows 10 oder Windows 11
- Internetbrowser: Microsoft Internet Explorer 5.0 oder höher
- Display: Auflösung von mind. 1024 × 768 Pixeln
- benötigter freier Speicherplatz: 200 MB